# El estimulador
El estimulador (en inglés The Fluffer) es una película independiente estadounidense del 2001 que trata sobre un triángulo amoroso en lo profundo de la industria pornográfica gay. La cinta fue escrita por Wash West y codirigida por West y Richard Glatzer. El estimulador incluye cameos de numerosas personalidades de la industria para adultos Ron Jeremy, el director Chi Chi LaRue, Karen Dior, Zach Richards, Derek Cameron, Chad Donovan, Thomas Lloyd, Jim Steel, Chris Green y Cole Tucker.
El estimulador fue estrenada en la sección oficial de la 51.ª edición de la Berlinale en 2001. En España fue estrenada en los cines el 31 de mayo de 2002.

## Argumento
Sean McGinnis es un estudiante de cine de 22 años que se muda a Los Ángeles para introducirse en la industria del cine. Mientras encuentra trabajo, pasa el tiempo viendo películas alquiladas. Un día alquila «Ciudadano Kane» (Citizen Kane), pero la película ha sido cambiada accidentalmente por otra para adultos llamada «Citizen Cum» (Ciudadano Leche). Sean se queda obsesionado con la estrella de la película, Johnny Rebel. Su amor por Johnny lleva a Sean a trabajar en el mundo de las películas para adultos, como cámara a tiempo parcial de Men of Janus, la productora que tiene a Johnny en exclusiva. Posteriormente terminará trabajando a tiempo completo como fluffer, persona encargada de estimular a los actores porno cuando se les baja la erección, pero quedará decepcionado al descubrir que su idolatrado Johnny es heterosexual y trabaja en el cine gay solo por dinero.